# Berayu
Berayu (Portugees voor landingsplaats) is een berg aan de linkeroever van de bovenloop van de Tapanahonyrivier in Sipaliwini, nabij Manlobi.
Door een telefoonmast van Digicel op de berg is er sinds 2010 mobiele telefonie mogelijk in de regio. Op de berg is in circa 2007 begonnen met de voorbereidingen om er goud te winnen. Daarnaast staat er het goudkantoor van Freedom Resources, een supermarkt en een kabinet (horecagelegenheid). Freemdom Resources wil uiteindelijk naar een kwikvrije goudwinning toe, in samenwerking met het WWF, en de berg laten uitgroeien tot een landingsplaats voor goudzoekers en toeristen.